# Quercus laurina
Quercus laurina es una especie de árbol perteneciente a la familia Fagaceae. Está clasificada en la Sección Lobatae; del roble rojo de América del Norte, Centroamérica y el norte de América del Sur que tienen los estilos largos, las bellotas maduran en 18 meses y tienen un sabor muy amargo.  Las hojas suelen tener lóbulos con las puntas afiladas, con  cerdas o con púas en el lóbulo. Hibrida con Quercus affinis.

## Descripción
Es un árbol que alcanza un tamaño de 4 a 20 m de altura, a veces más alto, con sus ramas cubiertas de pelillos. Sus hojas que tienen un soporte corto, algo rígidas, alargadas y terminan en punta, con su borde engrosado o dentado y ambas caras lustrosas. La cara de inferior tiene mechones de pelos en las axilas entre las venas laterales y el nervio central. Las flores están solitarias o en grupos de 3. Sus frutos son bellotas solitarias o en pares, casi redondas.

## Distribución y hábitat
Especie originaria de México, que crece en clima templado entre los 2600 y los 2700 m s. n. m. Está asociada a bosques de encino y de pino.

## Propiedades
En el Estado de México y Morelos es común usar esta planta para “amacizar los dientes flojos” y evitar el sangrado de las encías. Con este propósito, se hacen enjuagues bucales con la infusión de la corteza más huesos de aguacate o de zapote (spp. n/r), se usa varias veces al día; o bien, se aconseja simplemente masticar la corteza fresca del capulincillo.
Se menciona que la infusión de la corteza, además, evita la caída del cabello por medio de lavados que se hacen varias veces a la semana.
Se recomienda el empleo de esta planta para tratar la diarrea, afecciones de los riñones, tos, sarna, hemorragia, o en casos de "ataque" (semejante al susto "hay mareos, somnolencia y hormiguea el cuerpo").
Historia
La Sociedad Farmacéutica de México, en el siglo XX la señala para asma y como estimulante.

## Taxonomía
Quercus laurina fue descrita por  Aimé Bonpland    y publicado en Plantae Aequinoctiales 2: 32, pl. 80. 1809.
Etimología
Quercus: nombre genérico del latín que designaba igualmente al roble y a la encina.
laurina: epíteto latín que significa similar al laurel
Sinonimia
- Dryopsila laurina (Bonpl.) Raf.
- Quercus barbinervis Benth.
- Quercus bourgaei Oerst. ex Hemsl.
- Quercus bourgaei Oerst. ex Trel.
- Quercus bourgaei var. ilicifolia Trel.
- Quercus caeruleocarpa Trel.
- Quercus castanea var. tridens (Bonpl.) A.DC.
- Quercus chrysophylla Bonpl.
- Quercus lanceolata Bonpl.
- Quercus lanceolata M. Martens & Galeotti
- Quercus major (A.DC.) Trel.
- Quercus malinaltepecana Trel.
- Quercus nitens var. major A.DC.
- Quercus orizabae Liebm.
- Quercus roseovenulosa Trel.
- Quercus salicifolia Benth.
- Quercus tlapuxahuensis A.DC.
- Quercus treleaseana A.Camus
- Quercus tridens Bonpl.[3][4]

## Nombre común
Encino blanco, encino de hoja ancha, encino laurel, encino laurelillo.  